# Ауріц
Ауріц, Бургете (баск. Auritz, ісп. Burguete, офіційна назва Auritz/Burguete) — муніципалітет в Іспанії, у складі автономної спільноти Наварра. Населення — 293 особи (2009).
Муніципалітет розташований на відстані близько 350 км на північний схід від Мадрида, 31 км на північний схід від Памплони.

## Демографія
Динаміка населення (INE ):

## Галерея зображень

Розташування муніципалітету